# The King 2 Hearts
The King 2 Hearts (en hangul, 더킹 투하츠; romanización revisada, Deoking Tuhacheu) es una serie de televisión surcoreana de 2012, protagonizada por Ha Ji-won y Lee Seung-gi en los papeles principales. Se trata de un príncipe heredero de Corea del Sur que se enamora de una agente especial de Corea del Norte. La serie se emitió en MBC del 21 de marzo al 24 de mayo de 2012 los miércoles y jueves a las 21:55 con 20 episodios en total.

## Sinopsis
Ambientada en una realidad alternativa, la actual Corea del Sur está gobernada por una monarquía constitucional descendiente de la Dinastía Joseon. Lee Jae-ha (Lee Seung-gi) es un príncipe heredero guapo pero materialista que no se preocupa por la política y se siente totalmente renuente a ser el segundo en la fila del trono. Lee Jae-kang (Lee Sung-min), el rey actual, lo engaña para que se una a una colaboración militar conjunta con Corea del Norte como un medio para ayudar a "hacerlo crecer".
Mientras tanto, Kim Hang-ah (Ha Ji-won) es una Oficial de las Fuerzas Especiales de Corea del Norte que también es hija de un oficial del alto mando militar de Corea del Norte. Tanto Jae-ha como Hang-ah se encuentran en el entrenamiento militar conjunto, una parte crucial para establecer relaciones amistosas entre los dos países separados. Aunque los dos son inicialmente antagónicos entre sí, Jae-ha genera sin querer una amistad con Hang-ah y posteriormente se enamora de ella. Pronto, un matrimonio arreglado se establece entre los dos y eventualmente se comprometen. Mientras intentan dejar de lado sus diferencias y construir una relación creciente, las cosas empeoran repentinamente cuando el rey Jae-kang y su esposa son asesinados por el grupo terrorista, Club M, dirigido por John Mayer / Kim Bong. -gu (Yoon Je-moon), un misterioso mago que está obsesionado con eliminar a la familia real y planea gobernar en su lugar. Ahora coronado el nuevo rey de Corea del Sur, Jae-ha debe aprender a ser responsable y proteger al país antes de que sea demasiado tarde.

## Elenco
- Ha Ji-won como la capitana Kim Hang-ah.[2]
- Lee Seung-gi como Príncipe Lee Jae-ha (más tarde Rey Jae-ha).[3][4][5]
  - Kang Han-byeol como Jae-ha joven.
- Jo Jung-suk como Eun Shi-kyung.
- Yoon Je-moon como Kim Bong-gu (John Mayer).[6]
- Lee Yoon-ji como la Princesa Lee Jae-shin.[7][8]
- Lee Sung-min como Lee Jae-kang (el Rey).[9]
  - Park Gun-tae como el joven Jae-kang.
- Youn Yuh-jung como Bang Yang-seon (la reina madre).[10]
- Lee Soon-jae como Eun Kyu-tae.
- Jung Man-sik como Lee Kang-suk.
- Kwon Hyun-cantó como Yeom Dong-ha.[11]
- Choi Kwon como Kwon Young-bae.
- Lee Do-kyung como Kim Nam-il.
- Jeon Gook-hwan como Hyun Myung-ho.
- Yeom Dong-hyun como Park Ho-chul.
- Lee Yeon-kyung como Park Hyun-joo (la Reina).
- Lee Si-eon como el primer amor de Kim Hang-ah.
- Yoo Jae-myung

## Banda sonora
La banda sonora de King 2 Hearts fue lanzada en cinco partes cada semana a partir del 28 de marzo de 2012 y concluyendo el 10 de mayo de 2012. 

| Full Album (fecha de liberación: 10 de mayo de 2012) |                                                  |                 |          |  |
| N.º                                                  | Título                                           | Artista         | Duración |  |
| 1.                                                   | «더 킹» (The King)                               | varios artistas | 1:02     |  |
| 2.                                                   | «미치게 보고 싶은» (Missing You Like Crazy)      | Kim Tae-yeon    | 3:35     |  |
| 3.                                                   | «사랑이 운다» (Love Is Crying)                   | K.Will          | 4:00     |  |
| 4.                                                   | «말못하죠» (Can't Say)                           | J-Min           | 3:54     |  |
| 5.                                                   | «오직 너만을» (Only You)                         | Hyun-seong      | 4:17     |  |
| 6.                                                   | «내맘대로 살꺼야» (I'll Live My Way)             | Super Kidd      | 3:08     |  |
| 7.                                                   | «처음사랑» (First Love)                          | Lee Yoon-ji     | 4:08     |  |
| 8.                                                   | «더킹 사랑과 감동» (The King's Love and Emotion) | varios artistas | 4:24     |  |
| 9.                                                   | «항아의 꿈» (Hang-ah's Dream)                    | varios artistas | 2:52     |  |
| 10.                                                  | «Dead Line»                                      | varios artistas | 1:24     |  |
| 11.                                                  | «두 개의 심장» (Two Hearts)                      | varios artistas | 2:13     |  |
| 12.                                                  | «함께…» (Together...)                            | varios artistas | 3:43     |  |
| 13.                                                  | «특수임무» (Special Mission)                     | varios artistas | 2:06     |  |
| 14.                                                  | «슬픈 하늘» (Sad Sky)                            | varios artistas | 2:37     |  |
| 15.                                                  | «웃는날» (Smiling Day)                           | varios artistas | 2:31     |  |
| 16.                                                  | «아픈 사랑» (Painful Love)                       | varios artistas | 3:05     |  |
| 17.                                                  | «Lovely Yours»                                   | varios artistas | 3:52     |  |
| 18.                                                  | «Breach»                                         | varios artistas | 3:24     |  |
| 19.                                                  | «눈을 감으면» (If I Close My Eyes)               | varios artistas | 2:22     |  |
| 20.                                                  | «타는 마음» (Flaming Heart)                      | varios artistas | 2:31     |  |
| 21.                                                  | «Greasy»                                         | varios artistas | 1:56     |  |
| 22.                                                  | «Lazy»                                           | varios artistas | 1:57     |  |
| 23.                                                  | «Black Message»                                  | varios artistas | 3:19     |  |
| 24.                                                  | «Bright Day»                                     | varios artistas | 1:59     |  |
| 25.                                                  | «새로운 시작» (New Start)                        | varios artistas | 1:55     |  |

## Calificaciones
En la siguiente tabla, los números en azul representan las calificaciones más bajas y los números en rojo representan las calificaciones más altas. 
| Episodio # | Fecha de emisión original | Calificaciones TNmS              | Calificaciones TNmS                 | Calificaciones AGB               | Calificaciones AGB                  |
| Episodio # | Fecha de emisión original | Promedio de audiencia compartida | Promedio de audiencia compartida    | Promedio de audiencia compartida | Promedio de audiencia compartida    |
| Episodio # | Fecha de emisión original | Todo el país                     | Área de la Capital Nacional de Seúl | Todo el país                     | Área de la Capital Nacional de Seúl |
| ---------- | ------------------------- | -------------------------------- | ----------------------------------- | -------------------------------- | ----------------------------------- |
| 1          | 21 de marzo de 2012       | 16.5 %                           | 19.3 %                              | 16.2 %                           | 18.8 %                              |
| 2          | 22 de marzo de 2012       | 16.6 %                           | 19.3 %                              | 16.5 %                           | 18.3 %                              |
| 3          | 28 de marzo de 2012       | 14.2 %                           | 16.2 %                              | 14.5 %                           | 17.1 %                              |
| 4          | 29 de marzo de 2012       | 15.6 %                           | 17.9 %                              | 14.6 %                           | 17,4 %                              |
| 5          | 4 de abril de 2012        | 12.1 %                           | 14.1 %                              | 13.5 %                           | 15.8 %                              |
| 6          | 5 de abril de 2012        | 12.2 %                           | 14.7 %                              | 12.1 %                           | 14,3 %                              |
| 7          | 12 de abril de 2012       | 10.7 %                           | 13.1 %                              | 11.0 %                           | 12.6 %                              |
| 8          | 12 de abril de 2012       | 12.3 %                           | 14.8 %                              | 12.5 %                           | 14.4 %                              |
| 9          | 18 de abril de 2012       | 9.7 %                            | 11.2 %                              | 10.8 %                           | 12.6 %                              |
| 10         | 19 de abril de 2012       | 10.5 %                           | 12.3 %                              | 10.5 %                           | 11.9 %                              |
| 11         | 25 de abril de 2012       | 11.2 %                           | 13.7 %                              | 11.3 %                           | 12.9 %                              |
| 12         | 26 de abril de 2012       | 10.0 %                           | 11.8 %                              | 10.7 %                           | 12.5 %                              |
| 13         | 2 de mayo de 2012         | 10.5 %                           | 13.3 %                              | 11.3 %                           | 13.3 %                              |
| 14         | 3 de mayo de 2012         | 11.1 %                           | 14.2 %                              | 11.1 %                           | 13.0 %                              |
| 15         | 9 de mayo de 2012         | 11.2 %                           | 13.3 %                              | 11.1 %                           | 12.5 %                              |
| dieciséis  | 10 de mayo de 2012        | 10.2 %                           | 12.6 %                              | 10.5 %                           | 11.9 %                              |
| 17         | 16 de mayo de 2012        | 10.8 %                           | 14.0 %                              | 10.2 %                           | 11.7 %                              |
| 18         | 17 de mayo de 2012        | 11.2 %                           | 14.2 %                              | 11.2 %                           | 13.0 %                              |
| 19         | 23 de mayo de 2012        | 12.5 %                           | 15.9 %                              | 12.1 %                           | 13.9 %                              |
| 20         | 24 de mayo de 2012        | 10.4 %                           | 13.6 %                              | 11.8 %                           | 14,3 %                              |
| Promedio   | Promedio                  | 12.0 %                           | 14.5 %                              | 12.2 %                           | 14.1 %                              |

## Premios y nominaciones
| Año  | Premio                                       | Categoría                                              | Nominado                              | Resultado |
| ---- | -------------------------------------------- | ------------------------------------------------------ | ------------------------------------- | --------- |
| 2012 | Premios 6th Mnet 20's Choice                 | Actor de drama de los 20                               | Lee Seung-gi                          | Nom       |
| 2012 | Premios 6th Mnet 20's Choice                 | Actriz de drama de los 20                              | Ha Ji-won                             | Nom       |
| 2012 | Premios 6th Mnet 20's Choice                 | Estrella en auge de los 20                             | Jo Jung-suk                           | Ganador   |
| 2012 | 7 ° Premios Internacionales de Drama de Seúl | Mejor actriz                                           | Ha Ji-won                             | Nom       |
| 2012 | 7 ° Premios Internacionales de Drama de Seúl | Drama coreano sobresaliente (Premio Silver Bird)       | El rey 2 corazones                    | Ganador   |
| 2012 | 7 ° Premios Internacionales de Drama de Seúl | Destacado actor coreano                                | Lee Seung-gi                          | Nom       |
| 2012 | 7 ° Premios Internacionales de Drama de Seúl | Actriz coreana excepcional                             | Ha Ji-won                             | Nom       |
| 2012 | 7 ° Premios Internacionales de Drama de Seúl | Sobresaliente drama coreano OST                        | "Te extraño como loca" - Kim Tae-yeon | Ganador   |
| 2012 | 5.º Premios de Drama de Corea                | Mejor actor nuevo                                      | Jo Jung-suk                           | Nom       |
| 2012 | 5.º Premios de Drama de Corea                | Mejor OST                                              | "Te extraño como loca" - Kim Tae-yeon | Nom       |
| 2012 | 14 ° Mnet Asian Music Awards                 | Mejor OST                                              | "Te extraño como loca" - Kim Tae-yeon | Nom       |
| 2012 | 1er K-Drama Star Awards                      | Premio a la Mejor Excelencia, Actriz                   | Ha Ji-won                             | Nom       |
| 2012 | 1er K-Drama Star Awards                      | Premio a la actuación, actriz                          | Lee Yoon-ji                           | Nom       |
| 2012 | Premios de drama de MBC                      | Premio a la Mejor Excelencia, Actor en una Miniserie.  | Lee Seung-gi                          | Nom       |
| 2012 | Premios de drama de MBC                      | Premio a la Mejor Excelencia, Actriz en una Miniserie. | Ha Ji-won                             | Nom       |
| 2012 | Premios de drama de MBC                      | Premio a la Excelencia, Actor en una miniserie.        | Yoon Je-moon                          | Nom       |
| 2012 | Premios de drama de MBC                      | Premio a la Excelencia, actriz en una miniserie.       | Lee Yoon-ji                           | Ganador   |
| 2012 | Premios de drama de MBC                      | Mejor actor nuevo                                      | Jo Jung-suk                           | Nom       |
| 2012 | Premios de drama de MBC                      | Premio a la mejor pareja                               | Lee Seung-gi y Ha Ji-won              | Nom       |
| 2012 | Premios de drama de MBC                      | Premio a la mejor pareja                               | Jo Jung-suk y Lee Yoon-ji             | Nom       |
| 2013 | 49 premios Baeksang Arts Awards              | Mejor actor nuevo (TV)                                 | Jo Jung-suk                           | Nom       |

## Transmisión internacional
- Malasia  - 8TV, TV9 - junio de 2015
- Tailandia  - Canal 7 - 21 de mayo de 2015[16]